# Bester Quartet
Bester Quartet est un groupe de musiciens polonais de Cracovie, créé en 1997 sous le nom de Cracow Klezmer Band. Le groupe joue de la musique klezmer incorporant d'autres influences musicales dont des éléments de jazz.

## Formation et prestations du groupe
Le groupe a été créé sous le nom Cracow Klezmer Band à l’initiative du compositeur et accordéoniste Jarosław Bester. C'est fin 2006 que le groupe change de nom. Le groupe est composé de quatre instrumentistes, de formation musique classique. Le groupe joue une musique à base klezmer  en combinant des éléments improvisés de musique classique, jazz, avant-gardiste et de chambre.
Le groupe est aussi connu à l'étranger qu'en Pologne. Huit des neuf albums du groupe sont enregistrés sous le label Tzadik de John Zorn. 
Ses tournées le conduisent en Pologne, aussi bien qu'ailleurs en Europe, qu'en Amérique du Nord et même à Taïwan.
Le Bester Quartet a réalisé des enregistrements pour la télévision et la radio, et a également collaboré avec de nombreux artistes de jazz, klezmer et avant-gardistes, notamment John Zorn, Tomasz Stańko, Grayna Auguśik, John McLean, Don Byron, Frank London, Jorgos Skolias, Aaron Alexander, Ireneusz Socha et Tomasz Ziętek.

## Composition du groupe

### Membres actuels
- Jarosław Bester - accordéon[3]
- Dawid Lubowicz - violon[4]
- Ryszard Pałka - instruments à percussion, vibraphone[5]
- Maciej Adamczak - contrebasse[6]

### Anciens membres du groupe
Ces musiciens participèrent à la totalité des enregistrements des disques jusqu'en 2013 incluse.
- Jarosław Tyrała - violon
- Wojciech Front - contrebasse
- Mikołaj Pospieszalski - contrebasse
- Bartłomiej Staniak - violon
- Oleg Dyyak - accordéon, clarinette, percussions

## Discographie

### Sous le nom Cracow Klezmer Band
- De Profundis – 2000[7]
- The Warriors – 2001[8]
- Bereshit – 2003[9]
- Sanatorium under the sign of the Hourglass – 2005[10]
- Balan : Book of Angels vol. 5 – 2006[11]
- Remembrance – Tzadik, New York, 2007[12]

#### En invité
- Masada Anniversary Edition Vol. 2 Voices in the Wilderness – Tzadik, New York, 2003[13]

### Sous le nom Bester Quartet
- Metamorphoses – Tzadik, New York, 2012[14]
- The Golden Land – Tzadik, New York, 2013[15]
- Krakoff – (CD/DVD) Fortune, Varsovie, 2013[16]
- Bajgelman. Get to tango – 2020[17]